# 惡魔龍屬
惡魔龍屬是獸腳亞目恐龍的一個屬，生活於南美洲的阿根廷，年代為三疊紀晚期。雖然沒有發現完整的骨骼，惡魔龍被認為是雙足的肉食性恐龍，身长達4米。由頭骨研判，惡魔龍的鼻端可能有著兩個平行排列的冠狀物。

## 描述

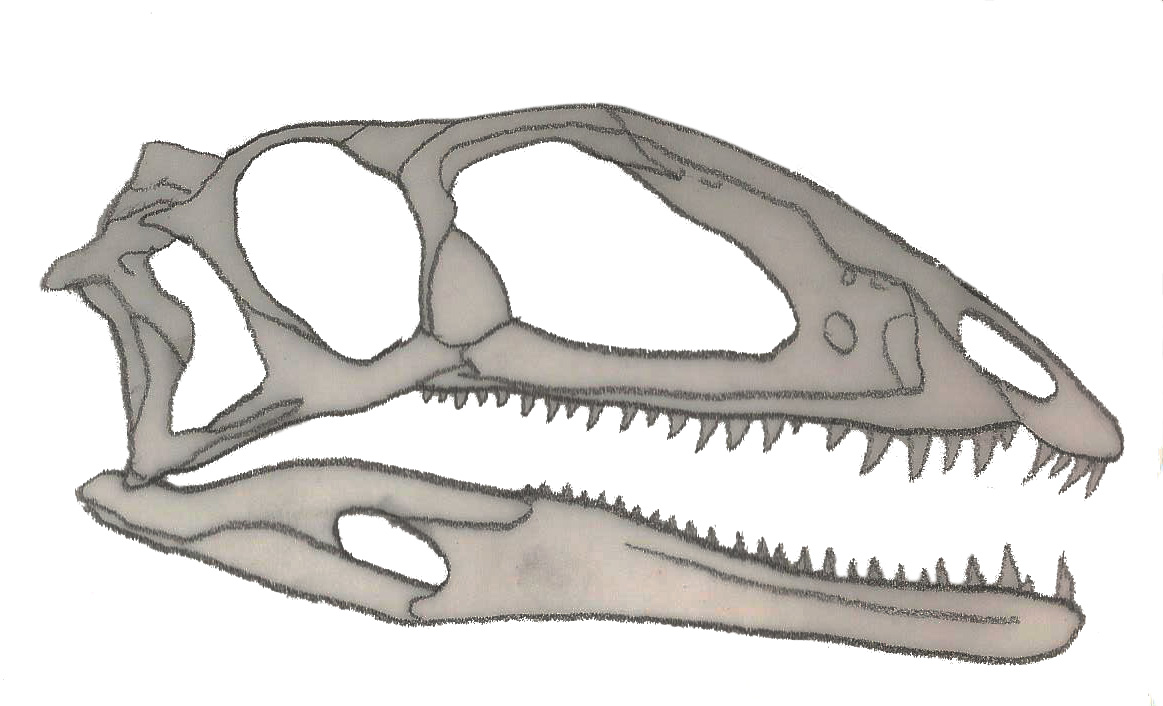
惡魔龍的頭顱骨

惡魔龍是中型大小的獸腳亞目恐龍。一個成年的頭顱骨約為45厘米長，被推測體長約為4米。與其他獸腳亞目相似，惡魔龍以後腳行走，而前肢用作抓住獵物。前上頜骨及上頜骨間的齒列有一個小型的間隙，而腳踝的距骨及跟骨則接合在一起。
頭顱骨上有兩個小型的冠狀物，與同是獸腳亞目的雙脊龍及合踝龍相似。這些冠狀物主要是由鼻骨組成，這點就不像其他獸腳亞目恐龍，牠們的頭冠通常是鼻骨、淚骨組成的。在獸腳亞目中，頭顱骨上的冠狀物是很普遍的，可能是用來溝通，如辨認同屬或種。但是，很多近期頭顱骨的研究指惡魔龍是否擁有這些冠狀物。有指這些冠狀物實為在化石化時往前移的淚骨。

## 分類
惡魔龍屬的名字是由蓋丘亞語的「惡魔」而來，意即「惡魔的蜥蜴」。牠的模式種為羅氏惡魔龍（Z. rougieri），是要紀念帶領考察隊發現其正模標本的吉勒莫·羅傑爾（Guillermo Rougier）。惡魔龍首先由阿根廷古生物學家Andrea Arcucci及羅多爾夫·科里亞（Rodolfo Coria）於2003年所描述。
惡魔龍原先因為的頭顱骨及後腳的數個特徵，而被分類為已知最早的堅尾龍類。但最初的研究人員也注意到惡魔龍擁有幾個典型的原始獸腳亞目特徵。更多的研究亦都同意後者，遂將惡魔龍分類為腔骨龍超科，是斯基龍及雙脊龍的近親，這群動物可能比包括理理恩龍、合踝龍及腔骨龍的另一演化支還要原始。在2006年，有學者將惡魔龍與雙脊龍及龍獵龍（Dracovenator）建立為另一單系群的科，稱為雙脊龍科。近年的數個研究，則認為惡魔龍不屬於雙脊龍科。

## 化石
現時已知的只有一個惡魔龍化石，編號為PULR-076。它包括有一個接近完整的頭顱骨、右肩帶、右腳小腿部份及腳踝、及十二節由頸部經背部至臀部的脊椎。另外亦有一個較小型的個體化石在同一地方發現，但卻不清楚是否屬於惡魔龍。兩個標本都同時存放在阿根廷拉里奧哈的拉里奧哈國立博物館。
惡魔龍是在阿根廷拉里奧哈省的洛斯科洛拉多斯組中發現。這個地層一般認為是三疊紀晚期的諾利克階（距今2.16-2.03亿年前），但是仍然被編定於較為後期的雷蒂亞階（距今約2.03-2.00亿年前）。這個地層亦同時發現幾種早期的蜥腳形亞目恐龍，包括有里奧哈龍、科羅拉多斯龍及萊森龍。

## 外部連結
- Zupaysaurus entry in The Theropod Database.